# Budavirág
A budavirág (Spergularia) a szegfűfélék (Caryophyllaceae) családjába tartozó növénynemzetség. A génusz nevének elvetett szinonimái: Tissa Adans., nom. rej., Buda Adans nom. rej.
Mintegy 25 fajából 17 Európában is előfordul. Egyes fajaik tengerparti, illetve szikes-sós területeken élnek.
Egyéves, vagy évelő növények tartoznak ide. A levelek a családra jellemzően átellenes állásúak. A virágokat rovarok porozzák vagy önporzóak (autogámia). A termés háromrekeszű toktermés. A magok kétfélék lehetnek, szél terjesztette szárnyas, vagy tüskés-ragadós felszínűek, ekkor állatok terjeszthetik.

## Fajok
Nem teljes fajlista. A vastagított fajnevek előfordulnak Közép-Európában.
- Spergularia bocconi (Scheele) Graebn. – Boccone-budavirág
- Spergularia catalaunica Monnier
- Spergularia diandra (Guss.) Boiss.
- Spergularia echinosperma[2][3] (Celak.) Asch. & Graebn.
- Spergularia heldreichii Foucaud
- Spergularia macrorrhiza (Loisel.) Heynh.
- Spergularia maritima[2][3] (All.) Chiov. – szárnyasmagvú budavirág

szinonim nevek: Spergularia media (L.) C.Presl, Spergularia marginata (DC.) Kitt.
- Spergularia nicaeensis Sarato ex Burnat
- Spergularia rubra[2][3] (L.) J.Presl & C.Presl – piros budavirág
- Spergularia rupicola Lebel ex Le Jol.
- Spergularia salina[2][3] J.Presl & C.Presl – sziki budavirág
- Spergularia segetalis[3] (L.) G.Don
- Spergularia tangerina P.Monnier